# 高台镇 (青神县)
高台镇，原为高台乡，是中华人民共和国四川省眉山市青神县下辖的一个乡镇级行政单位。2019年12月，撤销高台乡和河坝子镇，设立高台镇，以原高台乡和原河坝子镇所属行政区域为高台镇的行政区域。

## 行政区划
高台镇下辖以下地区：
诸葛村、百家池村、南坝子村、傅塘村和麻柳村。